# Greifenberg
För andra betydelser, se Greifenberg (olika betydelser).
Greifenberg är en kommun och ort i Landkreis Landsberg am Lech i Regierungsbezirk Oberbayern i förbundslandet Bayern i Tyskland. Kommunen har cirka 2 300 invånare. Kommunen administreras som en del av kommunalförbundet Verwaltungsgemeinschaft Schondorf am Ammersee tillsammans med Eching am Ammersee och Schondorf am Ammersee som är säte för kommunalförbundet.